# Gabinet de govern d'Àustria 1996-1997
El cinquè govern de Franz Vranitzky va començar el 12 de març de 1996, i va acabar el 28 de gener de 1997, després de la seva dimissió. Fou un govern de coalició del Partit Socialdemòcrata d'Àustria (SPÖ) i del Partit Popular d'Àustria (ÖVP).
| XX Legislatura (12-03-1996/04-02-2000) |
| Canceller: Franz Vranitzky (SPÖ)       |

| 12 de març de 1996               | 16 de juny de 1996                   | 16 de juny de 1996                        |
| Vicecanceller i Afers Exteriors  | Wolfgang Schüssel (ÖVP)              | Wolfgang Schüssel (ÖVP)                   |
| Treball i Afers Socials          | Franz Hums (SPÖ)                     | Franz Hums (SPÖ)                          |
| Finances                         | Viktor Klima (SPÖ)                   | Viktor Klima (SPÖ)                        |
| Afers de la Dona                 | Helga Konrad (SPÖ)                   | Helga Konrad (SPÖ)                        |
| Salut i Protecció del Consumidor | Christa Krammer (SPÖ)                | Christa Krammer (SPÖ)                     |
| Interior                         | Caspar Einem (SPÖ)                   | Caspar Einem (SPÖ)                        |
| Justícia                         | Nikolaus Michalek (Cap, Independent) | Nikolaus Michalek (Cap, Independent)      |
| Agricultura i Silvicultura       | Wilhelm Molterer (ÖVP)               | Wilhelm Molterer (ÖVP)                    |
| Defensa                          | Werner Fasslabend (ÖVP)              | Werner Fasslabend (ÖVP)                   |
| Medi Ambient, Joventut i Família | Martin Bartenstein (ÖVP)             | Martin Bartenstein (ÖVP)                  |
| Educació i Assumptes Culturals   | Elisabeth Gehrer (ÖVP)               | Elisabeth Gehrer (ÖVP)                    |
| Afers Econòmics                  | Johannes Ditz (ÖVP) fins al 16.06.96 | Johann Farnleitner (ÖVP) des del 16.06.96 |
| Ciència, Transport i Arts        | Rudolf Scholten (SPÖ)                | Rudolf Scholten (SPÖ)                     |

| 12 de març de 1996                |                              |                              |
| Cancelleria                       | Karl Schlögl (SPÖ)           |                              |
| Vicecancelleria i Afers Exteriors | Benita Ferrero-Waldner (ÖVP) | Benita Ferrero-Waldner (ÖVP) |
| Finances                          | Wolfgang Ruttenstorfer (SPÖ) | Wolfgang Ruttenstorfer (SPÖ) |